# Црква Светог Николе у Београду
Црква Светог Николе у Београду се налази у оквиру комплекса Новог гробља, у Рузвелтовој улици, на општини Звездара. Припада Београдско-карловачкој архиепископији. Посвећена је Преносу моштију Светог Оца Николe Мирликијског и задужбина је удовице Станојла Петровића, државног саветника Књаза Милоша.

## Историјат градње
Иницијатива за изградњу Новог гробља у Београду потиче од Митрополита српског Михаила, обзиром да је Ташмајданско гробље (код Цркве Светог Марка) било готово попуњено а без могућности да се проширује. Београђани су били незадовољни локацијом која је у ту намену одабрана због њене удаљености, не слутећи да ће у скоријој будућности због све веће бројности становништва престонице, бити потребне још удаљеније локације за изградњу гробља. Ново гробље (Београд) је оспособљено за сахрањивање и освећено 16. августа 1886. године. Новоизграђено гробље још увек у том периоду није имало капелу или цркву. Изградња цркве посвећене Светом оцу Николају Мирликијском завршена је 1893. као задужбина Драгиње и Станојла Петровића, наиме, након смрти свог супруга, Драгиња је одлучила да о свом трошку сагради цркву у којој би заједно са породицом била и сахрањена. Црква је освећена 9. маја на празник Преноса моштију Светог оца Николаја. Некада се испред гробља одржавао вашар на дан црквене славе.

## Архитектура цркве
Храм је изграђен у византијском стилу, по жељи ктиторке а по плановима архитекте Светозара Ивачковића, док су грађевински одбор сачињавали Стефан Ћурчић, публициста Трифун Ђорђевић и воскар Никола Крсмановић. Храм је морао бити прилагођен двострукој намени: да буде гробница ктиторске породице а и да служи као богомоља.
Црква је, дакле, грађена у византијском стилу, у облику грчког крста са четири стуба у средини. Обим основице храма сачињавају три концентрична квадрата - први је унутрашњи и најмањи, обележен са четири главна стуба изнад којих се подиже кубе; средњи је већи и представља величину централне, четворостубне цркве, а трећи је спољни и највећи са исеченим квадратним деловима на рогљевима. Са леве стране улаза у цркву налазе се масивна врата са чије се десне стране налази улаз у крипту-гробницу која је смештена испод средишњег дела цркве.
Црква је на сводовима и свака група сводова има своју висину, тако да се сви пењу ка средини хармонично према њиховим статичним функцијама, те тиме увеличавају лепоту њене унутрашњости. На исти начин и споља на цркви налазе се кровови појединих група којима су прилагођени. Кровови свих трију апсида су самостално изведени и приљубљени на зачелне зидове, као и њихови сводови. Споља у хоризонталном положају крововима су изражени разни облици крстова на којима је црква заснована, на средњем - византијски са продуженим крацима, а на највишем - чисто грчки крст.

## Ентеријер
Фрескопис је радио сликар Стеван Тодоровић. Фреске су временом услед паљења свећа биле потпуно прекривене чађу и оштећене претераном топлотом и прокишњавањем. Новим фрескописом је 1998. године цркву обогатио ђакон Добрица Костић, академски сликар.
Конструкција иконостаса урађена је складно са стубовима на које се ослањају полукружни оквири у чијим је пољима распоређено пет икона. Оквири су дубоки и богато украшени златом. Основна боја иконостаса је црна, налик на црни мермер са белим жилама. Градитељи су вероватно сматрали да је црна боја подобна будући да се ради о гробљанској цркви. Сви пластични и профиларни делови иконостаса су позлаћени, тако да богато делују.
Слике иконостаса је такође радио Стеван Тодоровић са супругом Полексијом, но и оне су делимично биле оштећене током времена, тако да су обновљене 1993. године. Рестаурацију је вршио ђакон Добрица Костић.
Изнад уобичајеног распореда икона на главном делу иконостаса (на царским дверима Благовести, са јужне стране Христос као и Св. Јован Крститељ на јужним вратима, а са северне стране царских двери Пресвета Богородица са Богомладенцем у наручју и Свети Архиђакон Стефан на северним вратима), у округлим рамовима су иконе Светог Саве, Светог Симеона, Светог краља Милутина и Преподобне Мати Ангелине. На врху иконостаса налази се лепо израђен позлаћени крст са декоративним украсима.
Храм је украшен и иконама Светог Николе и Свете Петке које су дело академског сликара Владимира Прице.
Сваке недеље, након Литургије, при храму се одржавају часови веронауке за полазнике свих узраста.